# Sahar Davari
Sahar Davari (* 25. Mai 1985) ist eine ehemalige iranische Grasskiläuferin. Sie nahm im Jahr 2005 an der Weltmeisterschaft teil und erreichte eine Top-5-Platzierung im Weltcup.

## Karriere
Davaris erster internationaler Wettkampf war die Weltmeisterschaft 2005 im iranischen Skiort Dizin. Ihr einziges Resultat dabei war der 16. und zugleich vorletzte Platz im Super-G. Im Riesenslalom wurde sie im ersten Durchgang disqualifiziert, im Slalom war sie nicht am Start. Zwei Jahre später nahm sie ebenfalls in Dizin an ihrem ersten und einzigen Weltcuprennen teil. Dabei erreichte sie in einem international schwach besetzten Starterfeld als Letzte der gewerteten Läuferinnen den fünften Platz im Super-G, womit sie ihre einzigen Weltcuppunkte gewann. Damit belegte sie in der Saison 2007 zusammen mit ihrer Landsfrau Parisa Shahmoradpour und der Tschechin Lucie Surovcová den 16. und gleichzeitig letzten Platz im Gesamtweltcup. Danach nahm sie an keinen internationalen Wettkämpfen mehr teil.
Im Winter 2007 und 2008 nahm Davari im Iran auch an Wettbewerben im Alpinen Skisport teil. Bei FIS-Rennen fuhr sie einmal unter die schnellsten zehn und bei den iranischen Meisterschaften war ihr bestes Resultat der fünfte Platz im Slalom 2007.

## Erfolge

### Weltmeisterschaften
- Dizin 2005: 16. Super-G

### Weltcup
- Eine Platzierung unter den besten fünf